# Never Forget (bài hát của Take That)
"Never Forget" là một bài hát của nhóm nhạc nam Anh quốc Take That nằm trong album phòng thu thứ ba của họ, Nobody Else (1995). Nó được phát hành như là đĩa đơn thứ ba trích từ album vào ngày 24 tháng 7 năm 1995 bởi RCA Records. Bài hát được viết lời bởi thành viên Gary Barlow và được sản xuất bởi Jim Steinman, Brothers in Rhythm và David James. Trong"Never Forget", thành viên Howard Donald đóng vai trò giọng ca chính của bài hát. Đây là một bản pop ballad kết hợp với những giai điệu của soul, trái ngược với phong cách dance-pop thường thấy của họ. Nó được bắt đầu bằng bản Requiem của Verdi, trình bày bởi Henllan Boys Choir với sự chỉ huy của Alistair Stubbs.
Sau khi phát hành,"Never Forget"nhận được những phản ứng tích cực từ các nhà phê bình âm nhạc, và trở thành đĩa đơn quán quân thứ bảy của Take That ở Vương quốc Anh, nơi nó trụ vững ở vị trí số một trong ba tuần liên tiếp. Trên thị trường quốc tế, nó cũng gặt hái rất nhiều thành công, đứng đầu các bảng xếp hạng ở Ireland và Tây Ban Nha, và lọt vào top 10 ở Bỉ, Đan Mạch, Hà Lan, Đức, Ý, Hà Lan và Thụy Sĩ. Đây cũng là bài hát cuối cùng có sự góp giọng của thành viên Robbie Williams, người đã rời nhóm trong quá trình quảng bá nó, trước khi anh tái hợp với họ vào năm 2010.
Một video ca nhạc cho"Never Forget"đã được phát hành. Nó bao gồm một loạt những khoảnh khắc thời thơ ấu của Take That được ghi hình lại và những bức ảnh của các thành viên khi còn nhỏ. Ngoài ra, video còn bao gồm những hình ảnh của họ trong những màn trình diễn trực tiếp, cũng như hậu trường những chuyến lưu diễn và những khoảnh khắc đáng nhớ trong sự nghiệp của họ. Để quảng bá cho bài hát, Take That đã trình diễn nó trên nhiều chương trình truyền hình và lễ trao giải khác nhau, bao gồm Top of the Pops, Children in Need và thường được chọn là bài hát kết thúc mỗi buổi diễn trong tất cả các chuyến lưu diễn của nhóm kể từ khi phát hành."Never Forget"còn xuất hiện trong nhiều album tổng hợp của họ như Greatest Hits (1996), Forever... Greatest Hits (2002) và Never Forget – The Ultimate Collection (2005), và được hát lại bởi một số nghệ sĩ như Matt Cardle, Rebecca Ferguson và One Direction.

## Danh sách bài hát
Đĩa CD #1 tại Anh quốc và châu Âu
1. "Never Forget"– 5:32
2. "Back for Good"(trực tiếp từ MTV's Most Wanted) – 4:10
3. "Babe"(trực tiếp từ MTV's Most Wanted) – 4:41

Đĩa CD #2 tại Anh quốc
1. "Never Forget"– 5:32
2. "Pray"(trực tiếp từ MTV's Most Wanted) / Phỏng vấn – 17:36

Đĩa CD tại châu Âu
1. "Never Forget"– 5:32
2. "Back for Good"(trực tiếp từ MTV's Most Wanted) – 4:10

## Xếp hạng
| Bảng xếp hạng (1995)               | Vị trí cao nhất |
| ---------------------------------- | --------------- |
| Úc (ARIA)                          | 12              |
| Áo (Ö3 Austria Top 40)             | 17              |
| Bỉ (Ultratop 50 Flanders)          | 8               |
| Bỉ (Ultratop 50 Wallonia)          | 5               |
| Đan Mạch (Tracklisten)             | 3               |
| Châu Âu (European Hot 100 Singles) | 3               |
| Phần Lan (Suomen virallinen lista) | 5               |
| Pháp (SNEP)                        | 44              |
| Đức (Official German Charts)       | 10              |
| Ireland (IRMA)                     | 1               |
| Ý (FIMI)                           | 5               |
| Hà Lan (Dutch Top 40)              | 7               |
| Hà Lan (Single Top 100)            | 8               |
| Na Uy (VG-lista)                   | 14              |
| Scotland (OCC)                     | 1               |
| Tây Ban Nha (PROMUSICAE)           | 1               |
| Thụy Điển (Sverigetopplistan)      | 34              |
| Thụy Sĩ (Schweizer Hitparade)      | 6               |
| Anh Quốc (OCC)                     | 1               |
| Zimbabwe (ZIMA)                    | 9               |

| Bảng xếp hạng (1995)                 | Vị trí |
| ------------------------------------ | ------ |
| Australia (ARIA)                     | 84     |
| Belgium (Ultratop 50 Flanders)       | 74     |
| Belgium (Ultratop 50 Wallonia)       | 33     |
| Europe (European Hot 100 Singles)    | 49     |
| Germany (Official German Charts)     | 74     |
| Italy (FIMI)                         | 53     |
| Netherlands (Dutch Top 40)           | 105    |
| Netherlands (Single Top 100)         | 54     |
| Switzerland (Schweizer Hitparade)    | 50     |
| UK Singles (Official Charts Company) | 27     |

## Chứng nhận
| Quốc gia                                                                           | Chứng nhận | Số đơn vị/doanh số chứng nhận |
| ---------------------------------------------------------------------------------- | ---------- | ----------------------------- |
| Anh Quốc (BPI)                                                                     | Vàng       | 524,000                       |
| * Chứng nhận dựa theo doanh số tiêu thụ. ^ Chứng nhận dựa theo doanh số nhập hàng. |            |                               |